# Dallas Rangemaster Treble Booster
Dallas Rangemaster Treble Booster var en effektenhet för gitarr, tillverkad av Dallas Musical Ltd. Dess funktion var att både öka gitarrens signalstyrka i förstärkaren, samt att agera som en diskantförstärkare.
Behovet av en diskantförstärkare uppstod i mitten av 1960-talet eftersom brittiska rörförstärkare som Vox AC30 eller Marshall JTM45 tenderade att ge ett lite mörkt, oklart ljud när de överdrivits, särskilt då de användes med humbuckerpickups. En förförstärkare som också ökade diskanten visade sig vara en lösning. Dessutom kan vintage-komponenterna i Rangemaster-kretsen lägga till karakteristisk distorsion och övertoner för att färga gitarrljudet.

## Historia och beskrivning
Dallas Rangemaster Treble Booster tillverkades först på 1960-talet av Londonbaserade företaget Dallas Musical Ltd., som grundades 1959. De gjorde gitarrer och förstärkare under olika varumärken, inklusive Dallas, Shaftesbury och Rangemaster. Rangemasters ingenjör är okänd.
Effektenheten är enkel och består av en grå metallbox med en av / på-brytare, en potentiometer för boosterinställningen och in- och utgångar. Den är gjord för att stå ovanpå en förstärkare snarare än på golvet. Förutom potentiometern (vanligtvis 10k, ibland 20k) och på / av-omkopplare, innehåller kretsen en germaniumtransistor, fyra kondensatorer, tre resistorer, och ett batteri. Transistorn var en Mullard OC44, Mullard OC71, eller en OC44 av okänt märke.
Vid 1980-talets början hade intresset för Treble Boosters svalnat. Hur många Rangemaster Treble Boosters som byggts är okänt. På grund av det begränsade utbudet på begagnade marknaden är de numera samlarobjekt. I Premier Guitar beskriver Kenny Rardin sin strävan efter en av effekterna, som började med att han blev förbryllad över hur Eric Clapton och Ritchie Blackmore uppnådde sin ton, varpå han tillbringade år på jakt efter en Rangemaster.
Andra noterbara användare, vars ljud berodde starkt på Rangemaster inkluderar Rory Gallagher, Brian May, Tony Iommi, Marc Bolan och Billy Gibbons.
Rykten om att Eric Clapton använt Rangemaster under sin tid med John Mayalls Blues Breakers har aldrig bekräftats. Bilder av inspelningssessionerna av "Blues Breakers With Eric Clapton" finns, men en Rangemaster Treble Booster syns inte i någon av dem. Det antas att rykten började i slutet av 1990-talet när kloner av Rangemaster Treble Booster började dyka upp.